# 브라힘 갈리

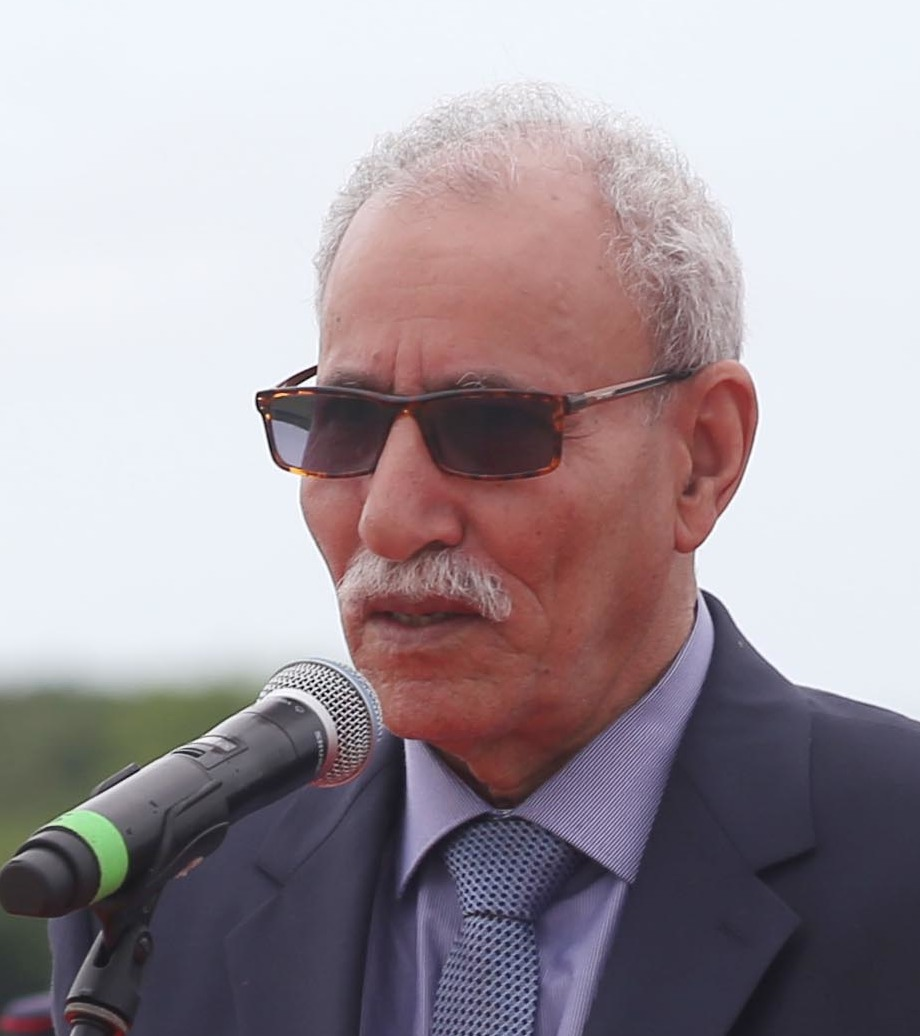

브라힘 갈리(아랍어: إبراهيم غالي), 1948년 9월 16일 ~ )는 사하라 아랍 민주 공화국의 정치인이다. 현재 사하라 아랍 민주 공화국의 대통령을 역임하고 있다. 이전에는 SADR 알제리 대사를 지냈다.